# Sasakia charonda
Sasakia charonda, hay hoàng đế Nhật Bản hay hoàng đế tím lớn, là một loài bướm thuộc họ Bướm giáp. Nó có nguồn gốc từ Nhật Bản (từ Hokkaidō đến Kyūshū), bán đảo Triều Tiên, Trung Quốc, miền bắc Đài Loan và miền bắc Việt Nam. Sải cánh của nó dài trung bình 50 mm (2,0 in) đối với con đực và 65 mm (2,6 in) đối với con cái. Chúng sống phổ biến ở các tán cây trên rừng, chỉ xuống để kiếm ăn hoặc tìm nguồn muối. Các ấu trùng của các loài Chi Cơm nguội, như Celtis jessoensis, và Cơm nguội Trung Quốc.
S. charonda là loài bướm quốc gia của Nhật Bản, nó được gọi là 大紫 hay オオムラサキ (oh-murasaki, "màu tím tuyệt vời"). Tên tiếng Trung của nó là 大紫蛺蝶 (tiếng Trung Quốc truyền thống, dàzǐjiádié, nghĩa là "con bướm lớn màu tím") và tên tiếng Hàn là 왕오색나비, có nghĩa là "con bướm vua năm màu".